# اعتراضات دهدشت
در بهمن ۱۴۰۳، شهر دهدشت واقع در استان کهگیلویه و بویراحمد، صحنه اعتراضات گسترده‌ای علیه قطع مکرر برق، مشکلات اقتصادی و سرکوب‌های حکومتی بود. این اعتراضات که از ۲۱ بهمن ۱۴۰۳ آغاز شد و در چندین شب متوالی ادامه یافت، با واکنش شدید نیروهای امنیتی همراه بود.
منابع نزدیک به رژیم تلاش کردند اعتراضات را به عنوان درگیری‌های قومی جلوه دهند، اما معترضان شعارهای قومی سر نمی‌دهند، بلکه علیه رژیم و رهبران آن شعار می‌دهند.

## پیش‌زمینه
در ماه‌های اخیر، ایران با بحران اقتصادی شدیدی مواجه بوده است. تحریم‌های بین‌المللی، فساد و مدیریت نادرست اقتصادی، منجر به کاهش ارزش ریال و افزایش تورم شده‌اند. بنا بگزارش وال استریت ژورنال، کمبودهای انرژی، به دلیل سال‌ها سوء مدیریت و سرمایه‌گذاری‌های ناکافی، بحران را تشدید کرده است. این کمبودها باعث تعطیلی ادارات دولتی، مدارس، دانشگاه‌ها و اختلال در تولید ده‌ها کارخانه شده است. به گزارش اتاق بازرگانی ایران، در ماه گذشته، تأسیسات صنعتی، به دلیل کمبود برق و گاز طبیعی، تنها با ۴۱٪ ظرفیت خود فعالیت می‌کردند. این کاهش تولید، در میان تأمین‌کنندگان مرغ و گوشت، امنیت غذایی کشور را تهدید می‌کند. همچنین، به گزارش خبرگزاری کار ایران (ایلنا)، کمبود انرژی، منجر به تعطیلی ۲۲ کارخانه سیمان و نیز کاهش تولید دارو شده است. این مشکلات به نارضایتی عمومی و افزایش اعتراضات در مناطق مختلف کشور دامن زده است. کالاهای اساسی مانند برنج، محصولات لبنی و روغن در سال گذشته با افزایش قیمتی تا ۱۱۰ درصد مواجه شده‌اند که فشار اقتصادی بر خانواده‌ها را تشدید کرده است.
در جریان اعتراضات سراسری ۱۴۰۱ در ایران که پس از کشته‌شدن مهسا امینی آغاز شد، شهر دهدشت یکی از کانون‌های اصلی ناآرامی‌ها بود. در ۲۵ آبان ۱۴۰۱، نیروهای امنیتی جمهوری اسلامی به سوی معترضان در این شهر تیراندازی کردند که به کشته‌شدن چندین نفر انجام شد. در میان کشته‌شدگان، پدرام آذرنوش، نوجوان ۱۷ ساله، نیز جان خود را از دست داد. گزارش‌ها نشان می‌دهند که او در نزدیکی خانه‌اش با شلیک مستقیم به قلب کشته شد. پس از کشته‌شدن او، خانواده‌اش تحت فشارهای امنیتی قرار گرفتند. بر اساس گزارش‌های منتشرشده، مقامات جمهوری اسلامی آن‌ها را برای عدم پیگیری پرونده قضایی تحت فشار قرار داده و محدودیت‌هایی برای برگزاری مراسم یادبود او اعمال کرده‌اند. مادر پدرام آذرنوش به دلیل تلاش برای دادخواهی مورد تهدید قرار گرفته و برخی اعضای خانواده نیز بازداشت یا احضار شده‌اند.

## تظاهرات

### دلایل اعتراضات
دلیل اصلی اعتراضات در دهدشت، قطع گسترده برق در سرمای شدید زمستان بود. مردم این شهر به خیابان‌ها آمدند تا به ناتوانی دولت در مدیریت این بحران اعتراض کنند. علاوه بر این، وضعیت اقتصادی نامناسب و افزایش فشارهای امنیتی، باعث گسترش دامنه اعتراضات شد. علاوه بر این، تظاهرات در حوالی سالگرد انقلاب اسلامی ایران آغاز شد و هنوز هم علیه آن صورت می‌گیرد. شهروندان نارضایتی خود را نسبت به قطعی‌های مکرر برق ابراز کرده و دولت را متهم کرده‌اند که منتظر پایان سالگرد انقلاب ۱۳۵۷ مانده تا قطع گسترده برق را از سر بگیرد. در ویدئویی منتشر شده، یکی از شهروندان با لحنی کنایه‌آمیز قطع برق را نمادی از «اوج پیشرفتی» توصیف می‌کند که علی خامنه‌ای بدون شرم مدعی دستیابی به آن شده بود.

### اقدامات معترضان
معترضان با فریادهای مختلف علیه حکومت و رهبران آن («مرگ بر خامنه‌ای»، «اصلاح‌طلب، اصول‌گرا دیگه تمومه ماجرا»، «مرگ بر دیکتاتور»، «مرگ بر جمهوری اسلامی سر می‌دادند. در»، «امسال سال خون است، سید علی سرنگون است»)، نارضایتی خود را ابراز کردند، آن‌ها همچنین در حال روشن کردن آتش مشاهده شدند و صدای تیراندازی به گوش می‌رسید. در جریان اعتراضات اخیر در دهدشت، معترضان یک پایگاه بسیج را به آتش کشیدند. جوانان دهدشت خواستار ادامه اعتراضات شده و از مناطق همجوار دعوت کرده‌اند که به آن‌ها بپیوندند. آن‌ها با بیان اینکه «سکوت در برابر ظلم خیانت است» بر ضرورت همبستگی تأکید کرده‌اند.

### واکنش حکومت
نیروهای امنیتی به سرعت وارد عمل شدند و با استفاده از گاز اشک‌آور و گلوله‌های ساچمه‌ای شلیک کردند، معترضان را سرکوب کردند. گزارش‌ها حاکی از آن است که دست‌کم شش نفر و از جمله دو زن، در دهدشت بازداشت شدند. منابع مختلف گزارش دادند که پلیس در جریان این اعتراضات، جاده‌ها را مسدود کرد و اینترنت را مختل نمود. در پی ادامه اعتراضات، حکومت نیروهای امنیتی را در شهر دهدشت افزایش داده است. در میدان مرکزی شهر، نیروهای امنیتی با حضور گسترده از تجمع بیش از دو نفر جلوگیری کرده و عابران را در صورت سردادن شعار به بازداشت تهدید می‌کنند. همچنین بعد از شروع تظاهرات در دهدشت چندین خودروی زرهی ضد شورش متعلق به سپاه پاسداران جهت جلوگیری از گسترش تظاهرات به دیگر شهرها وارد یاسوج (مرکز استان کهگیلویه و بویراحمد) شد.
تعدادی از کاربران ایرانی نیز همزمان در شبکه‌های اجتماعی تصاویری از پیامک‌های ارسالی توسط حکومت ایران به شهروندان دهدشت را منتشر کرده‌اند که در آن از شهروندان خواسته‌اند که مانع از حضور فرزندانشان در اعتراضات شوند.

## گسترش تظاهرات
اعتراضات همچنین در پایتخت، تهران هم شعله‌ور شده است و قطع برق، باعث سردادن شعارهای شبانه علیه جمهوری اسلامی شده است. قطع گسترده برق در پایتخت، بخاطر مصرف بیاندازه گاز و نیز محدودیت در تأمین آن نسبت داده شده است که در نتیجه، منجر به تعطیلی مدارس و ادارات دولتی در اکثر استان‌ها شده است.
اعتراضات به شهرهای شیراز، یزد، پرند، شازند، بوکان، هشتگرد و کامیاران نیز گسترش یافته است. در این شهرها، شهروندان با سردادن شعارهایی به قطع مکرر برق اعتراض کردند. در همین حال، در اراک نیز معترضان بار دیگر به خیابان‌ها آمده و نسبت به آلودگی هوا تجمع کردند. این شهر که به دلیل نزدیکی به نیروگاه‌ها و مراکز صنعتی مدت‌هاست با مشکل آلودگی روبه‌رو است، امسال با شرایط وخیم‌تری مواجه شده است.